# Hermandad y Unidad en la Política
Hermandad y Unidad en la Política (en neerlandés: Broederschap en Eenheid in de Politiek, BEP) es un partido político surinamés fundado el 29 de abril de 1973. Originalmente fue fundado bajo el nombre de Partido de la Unidad Negra (en neerlandés: Bosnegers Eenheid Partij) para representar a la comunidad cimarrona del interior del país y fue renombrado en 1987. En 2009 dejó de centrarse en la promoción de los intereses de una etnia específica y tomó una tendencia más abarcadora, aunque todavía goza de popularidad principalmente entre la comunidad cimarrona.
Históricamente formó parte de la coalición política A-Combinación.
En las elecciones generales de 2020 logran obtener de manera independiente 2 escaños.